# Dexosarcophaga
Dexosarcophaga är ett släkte av tvåvingar. Dexosarcophaga ingår i familjen köttflugor.

## Dottertaxa tillDexosarcophaga, i alfabetisk ordning[1]
- Dexosarcophaga accurata
- Dexosarcophaga ampullula
- Dexosarcophaga angrensis
- Dexosarcophaga aurescens
- Dexosarcophaga aurifacies
- Dexosarcophaga avispaensis
- Dexosarcophaga bicolor
- Dexosarcophaga bidentata
- Dexosarcophaga carvalhoi
- Dexosarcophaga chaetosa
- Dexosarcophaga costaricensis
- Dexosarcophaga currani
- Dexosarcophaga dodgei
- Dexosarcophaga dominicensis
- Dexosarcophaga downsiana
- Dexosarcophaga ecitocola
- Dexosarcophaga globulosa
- Dexosarcophaga guyi
- Dexosarcophaga hugoi
- Dexosarcophaga inaequalis
- Dexosarcophaga insueta
- Dexosarcophaga itaqua
- Dexosarcophaga jubilator
- Dexosarcophaga lenkoi
- Dexosarcophaga limitata
- Dexosarcophaga lopesi
- Dexosarcophaga malaisei
- Dexosarcophaga megista
- Dexosarcophaga metamasii
- Dexosarcophaga montana
- Dexosarcophaga palistana
- Dexosarcophaga paulistana
- Dexosarcophaga pusilla
- Dexosarcophaga quecetuba
- Dexosarcophaga rafaeli
- Dexosarcophaga rudicompages
- Dexosarcophaga ruthae
- Dexosarcophaga succinta
- Dexosarcophaga termitaria
- Dexosarcophaga transita
- Dexosarcophaga uruguayensis
- Dexosarcophaga vanvoasti
- Dexosarcophaga varenna
- Dexosarcophaga varia
- Dexosarcophaga venezuelana
- Dexosarcophaga wyatti